# Alfons Zitterbacke (Film)
Alfons Zitterbacke ist ein Kinderfilm der DEFA aus dem Jahr 1966.

## Handlung
Der zehnjährige Alfons Zitterbacke geht mit seiner besten Freundin Micki auf den Rummelplatz. Dort muss er vor ihr seinen Mut beweisen, weil ein Klassenkamerad ihn neckt, er hätte Angst, in die Geisterbahn zu gehen. Auf der Fahrt darin fürchtet sich Alfons und richtet Chaos an.
Alfons wird von seiner Umgebung nicht immer verstanden und es erscheint ihm, als sei er vom Pech verfolgt. Insbesondere ärgert es ihn, dass sein Nachname immer wieder veralbert wird. Als er seinem Vater gegenüber seine Unzufriedenheit mit dem Namen erwähnt, ist dieser auf seinen Sohn sauer. Auch sonst kann es Alfons seinem Vater nie recht machen, sei es beim Angeln oder beim Turmspringen. Dabei stellt sich allerdings heraus, dass Alfons in manchem bald besser als er ist.
Nur Micki hält immer zu ihm, auch wenn sie seine Ideen nicht immer verstehen kann. So beschließt Alfons zum Beispiel, Kosmonaut zu werden, und erfindet dafür eine Art Kosmonautentraining. Die Prüfungen beinhalten unter anderem „Kosmonautenkost“: Alfons geht davon aus, dass Kosmonauten während des Raumfluges keine feste Nahrung zu sich nehmen, sondern sich ausschließlich aus Tuben ernähren, und probiert es mit Senf, Zahnpasta und Anchovispaste. Weiterhin versucht er, für die Schwerelosigkeit zu trainieren – durch zehn fortlaufende Runden auf dem Kettenkarussell. Letztlich stopft er sich Watte in die Ohren, um herauszufinden, wie es ist, nichts mehr zu hören. Dies führt u. a. zu Konflikten in der Schule, weil die Kommunikation nicht funktioniert. Auch Micki findet Alfons allmählich zu anstrengend, sodass er mit seinem Training allein weitermachen muss.
Schließlich machen sich beide zusammen auf den Weg nach Moskau, um in die dortige Kosmonautenschule einzutreten. Ihr Geld reicht für eine kurze Zugfahrt innerhalb der DDR. Dann nimmt sie ein LKW-Fahrer mit, der schnell merkt, dass die Kinder von zuhause entlaufen sind. Während er unterwegs mit der Polizei telefoniert, flüchten die beiden Ausreißer. Schließlich findet sie Alfons’ Vater und fährt sie nach Hause. Doch Alfons lässt sich von Missgeschicken nicht entmutigen und hat bereits neue fantasievolle Ideen.

## Produktion
Als Kulisse für den Film diente Jena, darunter die noch heute existierende Nordschule in der Dornburger Straße. Die Wohnung der Familie Zitterbacke befand sich im Stadtzentrum am 1968/69 abgerissenen historischen Eichplatz/Johannisstraße, wo heute der JenTower (im Volksmund Uniturm oder „Keksrolle“) steht. Nur die Häuser in der Johannisstraße stehen heute noch. Ebenso ist in unmittelbarer Nähe noch die Bronzeplastik „Spielende Kinder“ auffindbar, allerdings nicht mehr in einem Springbrunnen, sondern auf einem separaten Sockel. Das Gelehrtendenkmal war ein eigens für den Film angefertigtes Kulissenwerk.
Die Freibadszenen wurden im Sommerbad Pankow in Berlin gedreht. Die Rummelplatzszenen entstanden im thüringischen Eisenberg auf dem dortigen Schützenplatz.
Die Premiere des Films fand am 27. Februar 1966 im Berliner Kino Babylon statt. Bis 1998 sahen den Film 2.565.125 Besucher.
Der Film entstand nach den gleichnamigen Kinderbüchern von Gerhard Holtz-Baumert. Es wurden einzelne Episoden der Bücher für den Film verwendet, dabei jedoch auch neue Personen erfunden. Der fertiggestellte Film wurde vor der Veröffentlichung in Reaktion auf das „Kahlschlag-Plenum“ Ende 1965 um ca. 20 Minuten gekürzt, weil Szenen unter den geänderten Bedingungen als nicht mehr angemessen erschienen. Dies betraf u. a. die Episode, die Alfons Zitterbacke unfreiwillig auf den Zahnarztstuhl führt, was als undidaktisch kritisiert wurde. Regisseur Konrad Petzold ließ aus Protest seinen Namen aus dem Vorspann des Films entfernen.

## Kritik
„Episodischer Kinderfilm, der die Ursprünglichkeit der humorvoll-satirischen Vorlage nur in Ansätzen erreicht.“